# 横井小楠
横井 小楠（よこい しょうなん）は、日本の武士（熊本藩士）、儒学者。横井 時存（よこい ときひろ/ときあり）とも呼ばれる。本姓は平氏で、北条時行の子孫を称していた。諱は時存（）であり、朝臣としての正式な名のりは平 時存（）。通称は平四郎で、北条平四郎時存、北条四郎平時存ともいう。「小楠」は彼が使った号の一つで、楠木正行（小楠公）にあやかって付けたものとされる。他の号に畏斎（）、沼山（）がある。字は子操。
熊本藩において藩政改革を試みるが、反対派による攻撃により失敗。その後、福井藩の松平春嶽に招かれ政治顧問となり、幕政改革や公武合体の推進などにおいて活躍する。明治維新後に新政府に参与として出仕するが暗殺された。

## 生涯

### 誕生・就学
文化6年（1809年）8月13日、肥後国（現在の熊本県）熊本城下の内坪井町に、家禄150石の熊本藩士・横井時直の次男として生まれる。
文化13年（1816年）、8歳で藩校・時習館に入校。天保4年（1833年）に居寮生となったのち、天保7年（1836年）の講堂世話役を経て、天保8年（1837年）に時習館居寮長（塾長）となる。下津久馬（休也）とともに居寮新制度を建議、採用されるものの実施過程において頓挫する。このとき、家老の長岡是容の後ろ盾を得る。天保10年（1839年）、藩命により江戸に遊学、林檉宇の門下生となり、佐藤一誠、松崎慊堂らに会う。また、江戸滞在中に幕臣の川路聖謨や水戸藩士の藤田東湖など、全国の有為の士と親交を結ぶ。
しかし、同年12月25日に藤田東湖が開いた忘年会に参加した帰り、さらに酒を飲み重ねた後、藩外の者と喧嘩になったことが咎められ、翌天保11年（1840年）2月9日、藩の江戸留守居役から帰国の命令を下され、帰国後には70日間の逼塞に処された。この間、小楠は朱子学の研究に没頭する。翌天保12年（1841年）頃より、長岡是容、下津久馬、元田永孚、萩昌国らと研究会を開く。これが「実学党」となり、筆頭家老の松井章之を頭目とする「学校党」と対立することとなるが、藩政の混乱を避けるため長岡が家老職を辞職し、研究会を取り止める。また『時務策』を起草する。

### 開塾・福井藩出仕
天保14年（1843年）、自宅の一室で私塾（のち弘化4年（1847年）に「小楠堂」と命名）を開く。小楠の第一の門弟は徳富一敬であり、一敬は徳富蘇峰と蘆花の父親である。第二の門弟は矢嶋源助であり、のちに嘉悦氏房、長野濬平（長野忠次の父）、河瀬典次、安場保和、竹崎律次郎（竹崎茶堂、竹崎順子の夫）など多くの門弟を輩出する。
嘉永2年（1849年）、福井藩士・三寺三作が小楠堂に学び、これにより小楠の名が福井藩に伝わり、のちに福井藩に出仕するきっかけとなる。さらに嘉永5年（1852年）には、福井藩の求めに応じて『学校問答書』を、翌嘉永6年（1853年）には『文武一途の説』を書いて送り、これにより後に福井藩より招聘を受けることとなる。同年10月、ロシア軍艦に乗ろうとして長崎に向かっていた吉田松陰が小楠堂に立ち寄り、小楠と3日間話し合った。同年11月、ロシア使節応接係川路聖謨に「夷虜応接大意」を送り、有道・無道をわかたずいっさい外国の要求を拒絶することは天地公共の実理に反すると説く。
安政元年（1854年）7月、兄・時明が48歳で病死した。兄の長男・左平太はまだ10歳と幼少だったため、小楠が兄の末期養子として家督を継いだ。この頃、考え方の対立により長岡と絶交することとなった。
安政2年（1855年）5月、農村の沼山津（現・熊本市東区沼山津）に転居し、自宅を「四時軒」（しじけん）と名づけ、自身の号も地名にちなんで「沼山」（しょうざん）とする。坂本龍馬、井上毅、由利公正、元田永孚など、明治維新の立役者や後の明治新政府の中枢の多くが後にここを訪問している。
安政4年（1857年）3月、福井藩主・松平春嶽の使者として村田氏寿が小楠の元を訪れ、福井に招聘される。小楠がそれを内諾したため、春嶽は8月に熊本藩主・細川斉護に書状を送り、小楠の福井行きを願い出た。斉護は実学党による藩校の学風批判などから一旦それを断るが、春嶽らが幾度にもわたり要請した後にようやく承諾された。小楠は翌安政5年（1858年）3月に福井に赴き、賓師として50人扶持の待遇を与えられ、藩校明道館で講義を行うなどした。同年12月、弟の死去により熊本に帰郷。翌安政6年（1859年）に再度福井藩から招きを受けて福井に滞在。同年12月、実母が危篤との知らせが来たため熊本に帰郷。
万延元年（1860年）2月、福井藩による3回目の招きにより福井に再び赴く。この頃、福井藩内では、保守・進歩の両派が対立していたため、これを見た小楠は『国是三論』を著し、挙藩一致を呼びかけた。文久元年（1861年）4月、江戸に赴き、春嶽と初対面する。この江戸滞在中、勝海舟や大久保忠寛と交流を持った。同年10月、7人の福井の書生を連れ、熊本・沼山津へ帰る。しかし11月26日に狩猟に出掛けた際、藩主専用の鷹狩の場所となっていた沼山津の沼沢地において、残った弾を射ち放したことを咎められ、謹慎処分となった（榜示犯禁事件）。
文久2年（1862年）6月、福井藩から4回目の招きを受けて熊本を発つ。7月に江戸の越前松平家別邸を訪れ、江戸幕府の政事総裁職となった春嶽の助言者として幕政改革に関わり、幕府への建白書として『国是七条』を起草した。8月、大目付・岡部長常に招かれ、『国是七条』の内容について説明を行い、一橋徳川家邸では徳川慶喜に対面して幕政について意見を述べた。この頃、坂本龍馬・岡本健三郎と福井藩邸で会った。
同年冬、のちに士道忘却事件として知られる騒ぎが勃発した。同年12月19日、小楠は熊本藩江戸留守居役の吉田平之助の別邸を訪れ、熊本藩士の都築四郎・谷内蔵允と酒宴をした。谷が帰った後、3人の刺客（熊本藩足軽黒瀬一郎助、安田喜助、堤松左衛門）の襲撃を受けた。不意のことであったため小楠は床の間に置いた大小を手に取れなかった。そのため、身をかわして宿舎の常盤橋の福井藩邸まで戻り、予備の大小を持って吉田の別邸まで戻ったが、既に刺客の姿はなく、吉田・都築ともに負傷していた（吉田は後に死亡した）。この事件後、文久3年（1863年）8月まで福井に滞在した。熊本藩では、事件の際の「敵に立ち向かわずに友を残し、一人脱出した」という小楠の行動が武士にあるまじき振る舞い（士道忘却）であるとして非難され、小楠の引き渡しと処分が要求された。小楠を匿った福井藩は、国家のために尽くしている小楠が襲われたのは、単に武士道を欠いた者と同一視するべきではなく、刀を取りに戻ったのは当然であると小楠を擁護した。同年12月16日、寛大な処置として切腹は免れたものの、小楠に対し知行（150石）召上・士席差放の処分が下され、小楠は浪人となった。肥後に帰り、沼山津の四時軒(現・横井小楠記念館)で蟄居した。小楠らが推し進めていた福井藩の挙藩上洛計画は頓挫した（八月十八日の政変#京都制圧計画参照）。
元治元年（1864年）2月に龍馬は勝海舟の遣いで熊本の小楠を訪ねている。小楠は『国是七条』を説いた。この会談には徳富一敬も同席している。この際、小楠は兄の遺子で自身の甥にあたる左平太と太平を神戸海軍操練所に入所できるよう、龍馬を通じて海舟に依頼した。その後、慶応元年（1865年）5月にも龍馬が小楠を訪ねてきているが、第二次長州征討の話題となった時、小楠が長州藩に非があるため征討は正当だと主張し、龍馬と口論になったという（これ以後、小楠と龍馬は会うことがなかった）。
慶応2年（1866年）、甥の左平太・太平がアメリカ留学する際に『送別の語』を贈った。
慶応3年（1867年）12月18日、長岡護美と小楠に、朝廷から新政府に登用したいので上京するように通知する書状が京都の熊本藩邸に送られる。藩内では小楠の登用に異論が多く、家禄召し上げ・士席剥奪の状態であることもあって、「小楠は病気なので辞退したい」と朝廷に申し出ており、小楠の門人の登用についても断った。慶応4年（1868年）3月5日、参与となった長岡護美がその辞退を申し出る書を副総裁の岩倉具視に提出したが、岩倉は小楠の事を高く評価していたため「心配には及ばない」と内示し、3月8日に改めて小楠に上京の命令が出された。熊本藩としてもこれでは小楠の上京を認めるしかないと決定し、3月20日に小楠および都築黙兵衛（都築四郎）の士席を回復し、3月22日に上京を命じた。
4月11日、大坂に到着。4月22日に徴士参与に任じられ、閏4月4日に京都に入り、閏4月21日に参与に任じられる。翌22日には従四位下の位階を与えられた。しかし激務から体調を崩し、5月下旬には高熱により重篤な状態となった。7月に危険な状態を脱し、9月に再び出勤できるまでに回復した。

### 暗殺

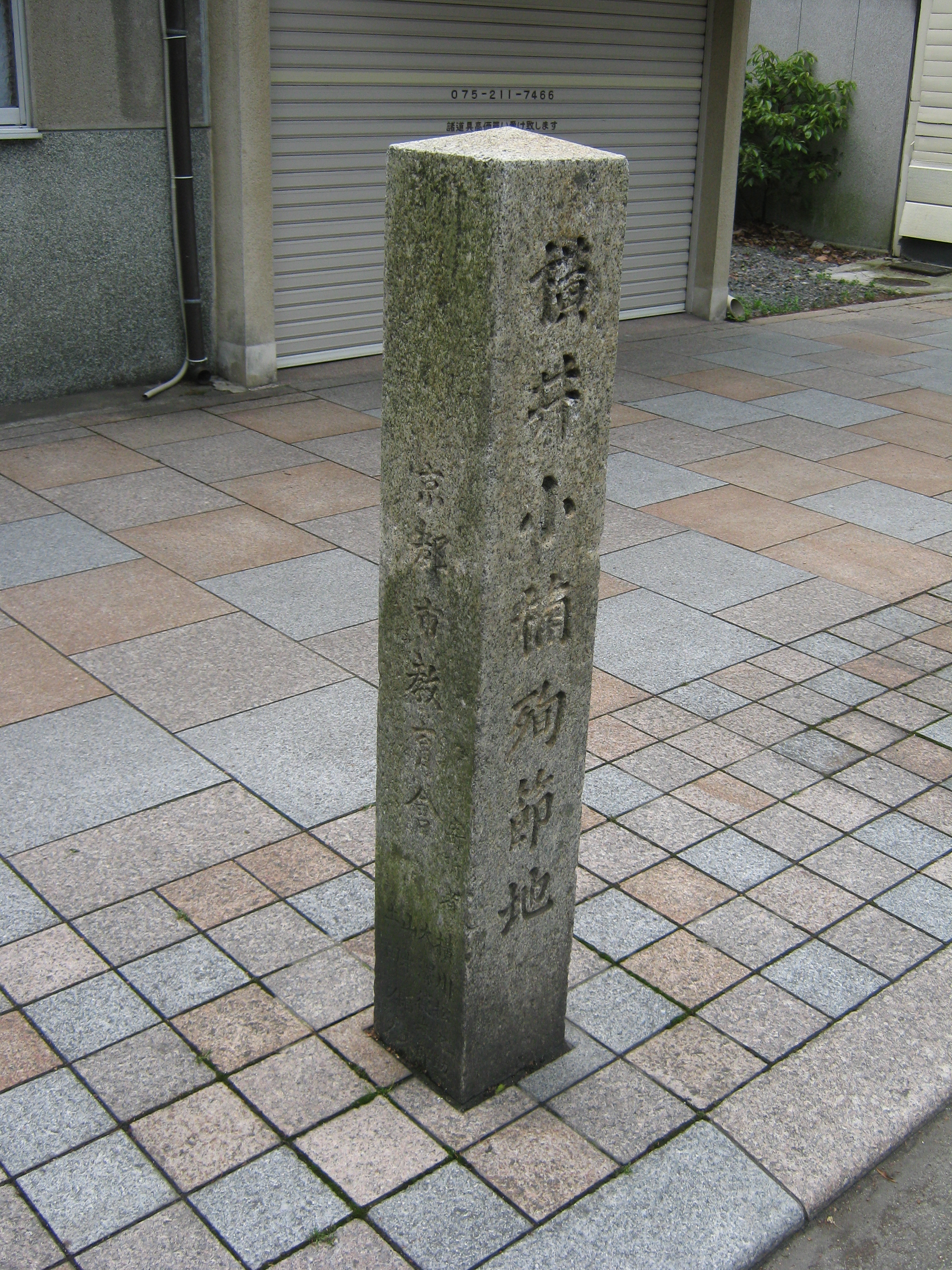
横井小楠殉節地、京都市中京区寺町丸太町下る東側

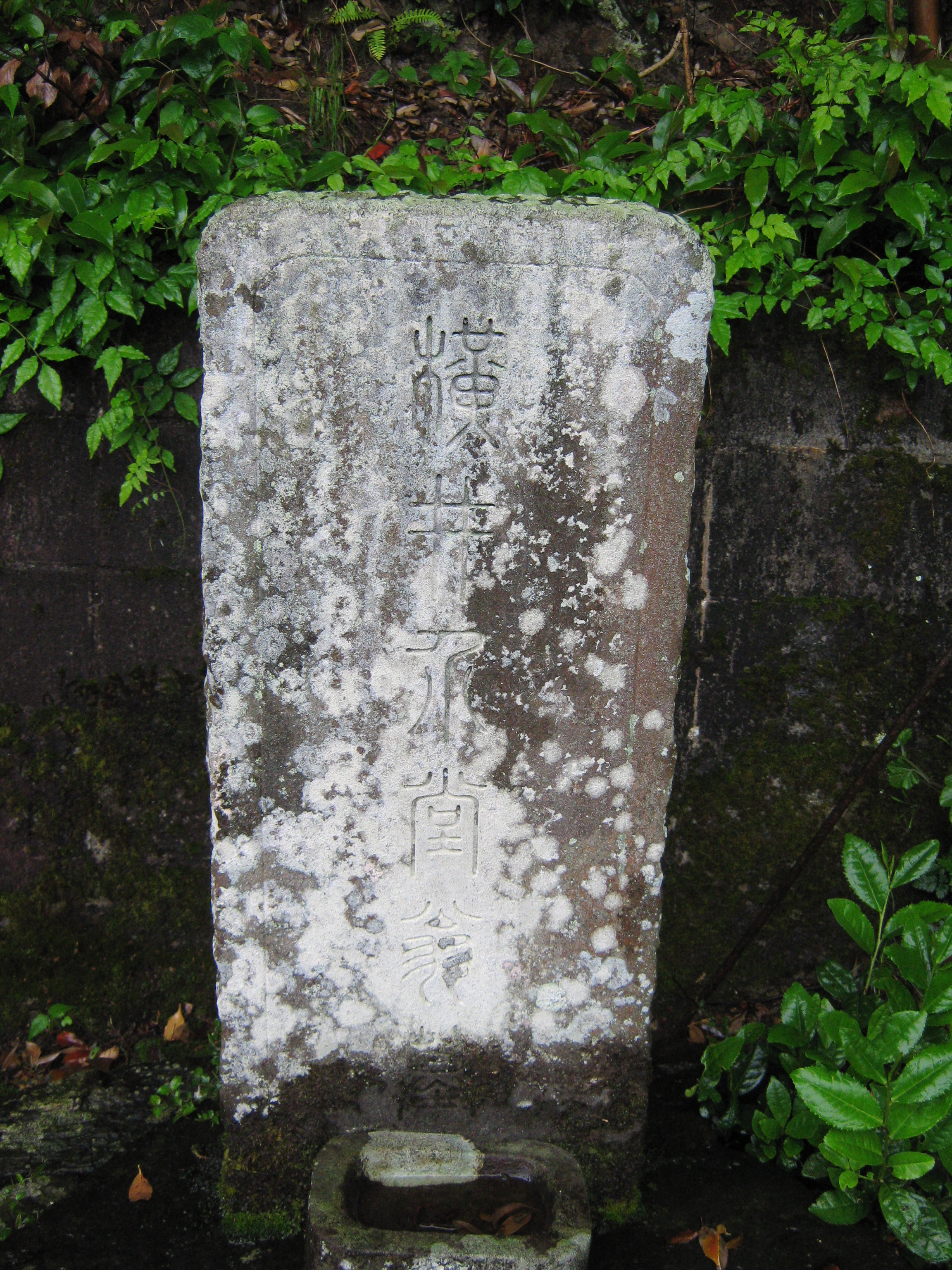
横井小楠之墓、南禅寺天授庵、京都市左京区

明治2年（1869年）1月5日午後、参内の帰途、京都寺町通丸太町下ル東側（現在の京都市中京区）で十津川郷士ら6人組（上田立夫、中井刀禰尾、津下四郎左衛門、前岡力雄、柳田直蔵、鹿島又之允）の襲撃を受けた。上田が小楠の乗った駕籠に向かって発砲し、6人が斬り込んできた。護衛役などが応戦し、小楠も短刀1本で攻撃を防ごうとするが、暗殺された。享年61。小楠の首は鹿島によって切断され持ち去られたが、現場に駆け付けた若党が追跡し、奪い取った。
殺害の理由は「横井が開国を進めて日本をキリスト教化しようとしている」といった事実無根なものであったといわれている（小楠は実際には、キリスト教が国内に入れば仏教との間で争いが起こり、乱が生じることを懸念していた）。しかも弾正台の古賀十郎ら新政府の開国政策に不満を持つ保守派が裁判において横井が書いたとする『天道覚明書』という偽書を作成して横井が秘かに皇室転覆を企てたとする容疑で告発するなど、大混乱に陥った。紆余曲折の末、実行犯であった4名（上田・津下・前岡・鹿島）が明治3年（1870年）10月10日に処刑されることとなった。なお、実行犯の残り2人のうち柳田は襲撃時の負傷により明治2年（1869年）1月12日に死去し、中井は逃走し消息不明となっている。その他、実行犯の協力者として上平主税ら3人が流刑、4人が禁固刑に処されている。

## 人物
鎖国体制・幕藩体制を批判し、それに代わり得る新しい国家と社会の構想を公共と交易の立場から模索した。
小楠は、公共性・公共圏を実現するために、「講習討論」「朋友講学」といった身分階層を超えた討議を政治運営のもっとも重要な営為として重視した。また、交易を重視する立場から、外国との通商貿易をすすめ、産業の振興をも交易として捉えて国内における自律的な経済発展の方策を建議し、そのために幕府・藩を越えた統一国家の必要性を説いた。
体系的に小楠の国家論が提示された文書として、万延元年（1860年）に福井藩の藩政改革のために執筆された『国是三論』がある。そのほか、学問と政治のむすびつきを論じた嘉永5年（1852年）執筆の『学校問答書』、マシュー・ペリーやエフィム・プチャーチンへの対応についての意見書である嘉永6年（1853年）執筆の『夷虜応接大意』、元治元年（1864年）の井上毅との対話の記録『沼山対話』、慶応元年（1865年）の元田永孚との対話の記録『沼山閑話』などがある。
共和制（大統領制）を「尭舜の世（禅譲）」と評したことでも知られる。
- 徳富一敬
  - 「文久二年の頃、江戸で刺客に切り込まれた時も、同輩は二人ながら斬り倒されたが、翁はソレ来たと云うより早く、突と立って刺客とやりちがいに梯子を下りて、無事に逃げられた。また或時宴会の半ば、大力の男某、翁と議論を始め、おのれ横井の小男め、一と掴みと嵩にかかって組み付くと、翁は身を沈まして相手の股下にもぐり込み、相手の睾丸を鷲づかみにして、難なく強敵を挫かれた。また或時某と云う士の不行跡を詰責するに、その士二刀使いの名人で皆々恐れて居ると、翁は平気にその男を呼び寄せ、戸口を入ると飛び掛かってその両刀を引ったくれば、何も無事に済んだが、後この士は同様の詰責を受けて腹を立て、二刀を以て数人に重手を負わせたと云うことである。翁撃剣は新陰流で、随分激しい使い手であった。居合は名人で、竹箸を畳の上にたてて、抜き打ちに竪てに真二つにせられた。で、遭難の時も、病気あがりと云い、七十近い老体でありながら、銃声を聞いて駕籠から飛び出て、短刀に敵の刀痕幾箇をとどむる迄に働かれたのである」[6]
  - 「（坂本龍馬が訪ねてきた時）酒が出て人物論が始まった。大久保は云々、西郷は云々、誰は云々。その時先生は盃右手にとって、『乃公（おれ）は如何だ』。坂本は莞爾と笑ってゆるゆると『先生ァまあ二階に御座って。奇麗な女共に酌でもさして、酒をあがって西郷や大久保共がする芝居を見物なさるがようござる。大久保共が行きつまったりしますと、その時ァちょいと指図をしてやって下さるようございましょう』。先生は呵々と笑って頷かれた」[7]

## 嗜好
「翁の閑事業は漁猟、殊に漁であった。鉄砲猟に出かける時は、大抵粟の飯の弁当に味噌漬けで、鉄砲肩げてのこのこ歩かれた。漁は釣網みな得意であったが、中にも蚊頭ひきは名人で、これは大抵雪降りの日である」
「酒量は弱いが、酒は好きな方であった。江戸で酒の上に大気焔を吐き、その為帰国を命ぜられた後は、暫く禁酒せられたが、併しおりおり神棚の神酒が不思議になくなることもあった。先生の姉君が先生が禁酒さるるを気の毒に思って、毎朝そしらぬ風して神棚の神酒徳利に酒をなみなみとついで棚にあげて置かるると、明日は必ず空になって居たと云う」

## 評価
- 勝海舟
  - 「はじめて会った時から、途方もない聡明な人だと心中大いに敬服して、しばしば人を以ってその説を聞かしたが、その答えには常に『今日はこう思うけれども、明日になったら違うかもしれない』と申し添えてあった。そこでおれはいよいよ彼の人物に感心したよ」[10]
  - 「大抵の人は小楠を取り留めの無い事をいう人だと思った。維新の初めに大久保（利通）すら、小楠を招いたけれど思いの外だといっていた。しかし、小楠はとても尋常の物尺では分らない人物で、且つ一向物に擬態せぬ人だった。それ故に一個の定見と云うものはなかったけれど、機に臨み変に応じて物事を処置するだけの余裕があった。こうして何にでも失敗した者が来て、善後策を尋ねると、其の失敗を利用して、之を都合のよい方に遷らせるのが常であった。おれが米国から帰った時に、彼が米国の事情を聞くから色々教えてやったら、一を聞いて十を知るという風で、たちまち彼の国の事情に精通してしまった。小楠は能弁で、南州は訥弁だった。小楠が春嶽公に用いられた時、もちっと手腕を振るうことは出来なかったかという人もあるが、あの時は実際出来なかったのだ。また維新の時に、西郷はなぜ小楠に説き勧めなかったかという人もあるが、これは必要なかったからだ。小楠は毎日の如く芸者や幇間を相手に遊興していた。人に面会するのにも一日に一人二人会うと、もはや疲労したといって断るなど、平生、我儘一辺に暮らしていた。だから春嶽公に用いられても、また内閣へ出ても、一々政治を議するなどはうるさかっただろう。こういう風だから小楠の善い弟子といったら安場保和一人位のものだろう。つまり小楠は覚られ難い人物であった」[11]
  - 「横井という人は、一見何の異なる所なく、服装なども黒縮緬の袷羽織に平袴で、見たところは大名の御留守役とでもいう風で、人物の円満で、強いて人と争う様な野暮ではなかった。佐久間（象山）などとはまるで反対であった」[12]

- 徳富一敬
  - 「身の丈は五尺に足らぬ小男であったが、顔大きく、色黒く、真黒い一の字眉きりりと釣り上がり、眼中きらきら光り、頬骨高く秀でて、口の大きい、活々した風采の人で、眼明手快、非常にすばしこい人であった」[6]
  - 「先生は余程陽気な質で、先生の話声は始終門外に聞こえ、先生が来らるると一座急に賑やかになった。随分癇癪は激しい方であった。併し赫として怒らるると火の出る様であったが、過ぎるとあとは誠にサッぱりして、夕立あがりの様に涼しく叱られても一向苦にならぬ。どんなに敵対する者でも。折れて来ればさっぱりとして腹蔵なく、如何に厳責した者でも改むると先生の喜びは限りなく、行雲流水まことにさらさらとした大快活の人であった。門人を教養するにも、規則がましい事一切なく、おのおのその人々によりて開発の道を授け、楽しんで進む様にせられる。そこで先生の薫陶を受くる者は、欣々然として化すると云う風で、師弟の分ははっきりして居ても至って心易く、碁なんどうっては、互いに相手の手を握って先後を争うと云う風であった」[9]
  - 「先生は真に思想の人であった。厠の中でも、漁に出ても、ふと考えの浮かぶと、必ず十分考えつくすまでは置かぬ。修行心は非常なものであった。門弟が来る、講習する。百姓が来る、作の事を聞く。漁師が来る、商人が来る、媼が来る、それぞれ相手になって話したり聞かせたりせられる。と云う塩梅で、門弟なども故郷から出て先生に逢いに行くときは、色々心しらべして、先生のその地方に関する問いに答うる準備をして行く、と云う位であった。先生は何処に行っても、空しく暮らさぬ。女などと話すには、股引のたち襟足袋のかた、家事の心得何くれと利益になることを注意される。百姓商人に対しても、一々細かに話される。併し時々は鶴の声を雀の仲間に聞かすこともあって、『なァに、天下を取るのは易い事だ』と文盲老爺を捉えて述誡されたこともあった。『人間は白骨にならねば、事は出来ない』と常に云って居られた通り、名利の間は早に越えてしまって光風霽月その胸襟であったのである」[9]
  - 「その風采容貌を申しますと、丈けは十人並より少し低い方で、顔は少し長面で、眉がきりきりと釣り上り、眼光鋭く、英気五尺の短身に溢るるばかりでありました。右の通り活発でありましたので、少壮の時分は、少しは荒い事もありましたそうです。その資質は聡敏正直、思慮周密、また忠孝節義の事実話を聞きましては、落涙に堪えざるていの人でありました。弁舌なども非常に爽快なもので、故木戸孝允氏なども評して、横井の舌剣と申した位で、誰でも横井に対すると、話が了然と腹に落ちました。また智術策略ていのことは至って嫌いで、それにまた抱負も中々大きな男でありましたが、一方にはまた中々精細に情愛の濃やかな人で、その老婆の病気の時などは、自身両便の世話から、手足の撫でさすりまでするというような塩梅で、兄時明の看病、兄の子供に対する情愛は、傍らから涙の出つる程でありました。書生の教育なども、決して規則ではならぬならぬと言って、常に人々の性質につれて、自然にこれを誘導する様に致し、ただ利害の考えや、へつらいなどは激しく督責しました」[13]

## 家系
- 横井家は桓武平氏北条氏嫡流得宗家に発する。北条高時の遺児・北条時行の子が尾張国愛知郡横江村に住し、時行4世孫にあたる横江時利の子が、横井に改めたのがはじまりとされている。時利の子は横井時永といい、その子孫は時勝、時延、時泰、時安---と続いた。北条氏の子孫として代々祖先の通字であった「時」の字を名乗りに用いる（写真でも、肩衣に北条氏の家紋である三つ鱗を付けているのがわかる）。
- 小楠の妻は2人おり、先妻は熊本藩士小川吉十郎の娘・ひさ（嘉永6年（1853年）2月結婚、安政3年（1856年）死別）、後妻は小楠の門弟矢嶋源助の妹の津世子（安政3年（1856年）結婚）。津世子との間には、後に同志社第3代総長や衆議院議員を務める長男の横井時雄、海老名弾正の妻となる長女のみやが生まれた[1]。
- 津世子の姉には徳富一敬に嫁いだ徳富久子と竹崎順子がおり、妹には矢嶋楫子がいる。惣庄屋矢島忠左衛門直明を父とするこの姉妹は「四賢婦人」と呼ばれ、生地の熊本県益城町に記念館がある[14]。
- 徳富蘇峰は父一敬の影響で自らを小楠の門弟と称し、小楠を生涯の師と仰いでいる。
- 横井太平は小楠の甥で、小楠の兄・時明の次男。兄・横井左平太と共に小楠らの資金を得て米国に密航。病を得て帰国後は熊本に熊本洋学校を作ろうと努力した。
- 横井左平太の妻が、女子美術学校を創立した横井玉子である。

## 史料・著作
- 横井時雄編『小楠遺稿』、民友社、1889年11月。
- 山崎正董編『横井小楠』上巻伝記篇・下巻遺稿篇、明治書院、1938年5月。
- 山崎正董編『横井小楠遺稿』、日新書院、1942年7月。
- 松浦玲編・訳『日本の名著30　横井小楠・佐久間象山』 中央公論社、1970年7月。のち新版・中公バックス
- 佐藤昌介・植手通有・山口宗之校注『日本思想大系55　渡辺崋山・高野長英・佐久間象山・横井小楠・橋本左内』 岩波書店、1971年6月。
- 日本史籍協会編『横井小楠関係史料 1・2』　東京大学出版会、1977年2月・6月。
- 花立三郎全訳注『国是三論』　講談社〈講談社学術文庫〉、1986年10月。